# Ransom Eli Olds
Ransom Eli Olds, född 3 juni 1864 i Geneva, Ohio, död 26 augusti 1950 i Lansing, Michigan, var en amerikansk bilkonstruktör och racerförare. 
Han byggde sin första ångbil 1894 och 1896 en bensindriven prototyp. Konstruerade 1897 Curved Dash Runabout, den allra första modellen av bilmärket Oldsmobile. Bilen anses vara den första serietillverkade personbilen någonsin.
Olds anses också vara den som införde (en statisk version av) löpande bandet inom biltillverkningsindustrin, medan Henry Ford senare vidareutvecklade processen genom att låta bandet röra sig (engelskans moving assembly line) och istället låta arbetarna stå stilla. Olds hade dock patent på löpande bandet.
1904 lämnade han Oldsmobile, efter att ha hamnat i bråk med företagets finansiärer. Han återkom dock snart, 1905 började han återigen tillverka bilar, nu med namnet Reo
.